# Brezhoweb
Brezhoweb és un canal de televisió en bretó per internet dirigida per Lionel Buannic, és ex-redactor en cap del canal TV Breizh del 2000 al 2005. Els estudis del canal tenen la seu a Auray a la Bretanya.
Va començar les seves emissions al desembre de 2006, esdevenint la primera cadena en emetre íntegrament en llengua bretó.
Brezhoweb emet cada dia en directe durant quatre hores i mitja, de 18:00 a 22:30. La resta d'hores els programes són recuperables a través del seu lloc web. Brezhoweb emet diversos programes en bretó, dibuixos animats, pel·lícules, sèries, programes de jocs, documentals, reportatges · .
El 2010, Brezhoweb es va convertir en la primera en línia d’àmbit regional a signar un acord amb Consell Audiovisual francès · , que esdevé ARCOM des de l'1 de gener de 2022.
El 2013 es va crear el canal ÒCTele a partir de l'experiència d'aquesta televisió per IP bretona.